# BME Mechatronika Szakosztály
A Mechatronika Szakosztály (MSZO) 2008-ban alakult a Budapesti Műszaki és Gazdaságtudományi Egyetem (BME) Gépészmérnöki Karán, a Gépész Szakkollégium (GSZK) egyik tagozata. Az MSZO egy diákok által működtetett, diákoknak szóló szervezet. Vezetősége 4+2 tisztséget viselő hallgatóból áll (maximum 6): 4 csoportvezető, illetve az elnökség (elnök, alelnök).
A Mechatronika Szakosztály elnökei:
- 2014 októberében: Szabó Csenger
- 2015 márciusában: Hafenscher Richárd.
- 2016 szeptemberétől: Pohl József

## Az MSZO alapvető céljai
A szakosztály legfőbb célja, hogy segítséget nyújtson a hallgatók számára mind tanulmányaikban, mind a tanulmányaikon túlmutató, szakmai törekvéseikben. Sok tantárgyat nehezít, hogy a hallgatók nem látják a tanultak hasznát, nem tudják mihez kapcsolni az előadásokon hallottakat. Amennyiben a hallgatóknak lehetőségük nyílik a gyakorlatban is kipróbálni, megvalósítani a tanultakat, akkor a tapasztalat alapján könnyebben boldogulnak a kapcsolódó tantárgyakkal is. Emellett az egyetem elvégzése után a leggyakoribb kérdés az állásinterjúkon az, hogy „Mit csinált az egyetem mellett?”, illetve a „Milyen tapasztalatai, referenciái vannak?”. Ezzel kapcsolatban segít az MSZO azzal, hogy megteremti az egyéni, illetve csoportos projektek megvalósításához alapvetően szükséges feltételeket.

## Az MSZO felépítése
A Mechatronika Szakosztály sokrétű feladatai miatt több csoport működik a szakosztályban. Ezen csoportok:
- konzultációs csoport
- külsős kapcsolatokért felelős csoport
- rendezvényes csoport
- projektszervező csoport

Minden csoport élén áll egy vezető, illetve a szakosztály élén áll az elnök, valamint az alelnök. Ezen 6 tisztség viselői alkotják az MSZO vezetőségét, akik a mindenkori döntésekért, célokért, gazdasági ügyekért felelősek.

### Konzultációs csoport
Vezetője 2014 októberében: Horváth Dániel. A csoport elsősorban a BME Gépészmérnöki Karán tanuló hallgatók egyetemi előmenetelében nyújt segítséget. Majdnem minden tantárgyból rendszeresen tartanak nyilvános és ingyenes konzultációkat az érdeklődőknek. Ezen konzultációk túlnyomó többségét az Egyetemi Campus területén tartják, amelyhez a tanszékek segítsége is szükséges. Legtöbbször a Mechatronika, Optika és Gépészeti Informatika Tanszék (MOGI) nyújt segítséget, de emellett többször segít a Gép- és Terméktervező Tanszék (GT3), illetve a GET csoport is az Automatizálási és Alkalmazott Informatikai Tanszék (AAIT) csoportja. A csoport tevékenysége az elmúlt fél évben kibővült. Videókonzultációkat készít, amelyek mindenki (minden egyetem minden hallgatója) számára elérhetőek online. Ezen videók digitalizálótáblával, számítógépen készülnek, vagyis a néző nem egy videófelvételt néz egy konzultációról, hanem azt látja, ahogy a konzulens a képernyőjére írva a tananyagot elmagyarázza azt. Ennek előnye, hogy kevésbé zajos, könnyebb figyelni rá, jobban kihasználja a képernyő méreteit, lehetőségeit. (Ezen videók a YouTube-on a Mechatronika Szakosztály saját csatornáján érhetők el.) Általában ezen csoport feladatkörébe tartozik a kurzusok szervezése, lebonyolítása is. Ezek általában 3-6 alkalmas (alkalmanként 90-120 perces) kurzusok, amelyek egy-egy szoftverrel, hardverrel, eljárással ismertetik meg a hallgatóságot. Ezek végén van egy-egy teszt, hogy kiderüljön, a hallgatóság mennyire sajátította el az adott kurzus anyagát, és hogy a jövőben mennyire lehet alapozni szaktudására, kompetenciájára.
Példák (a teljesség igénye nélkül):
- Arduino kurzus
- SolidWorks kurzus
- AutoCAD kurzus
- Nyákkészítő kurzus
- Forrasztó kurzus
- C++/C# kurzus

### Külső kapcsolatokért felelős csoport
Vezetője 2014 októberében: Homolya Péter. A csoport legfőbb feladata a cégekkel való kapcsolattartás. A szakosztály rendszeresen szervez gyárlátogatásokat, ahol az érdeklődők megtekinthetik, milyen egy gyári, ipari munkakörnyezet, milyennek lehet elképzelni a jövőbeli munkahelyet. Ezen csoport felelős a mérnökestekért is, amikor egy, az iparban dolgozó mérnököt hívnak meg kötetlenebb formájú beszélgetésre, ahol személyes tapasztalatairól, döntéseiről beszélgetnek, hogy a hallgatók elkerülhessék az esetleges hibákat. Előadások szervezése adja a csoport profiljának nagyjából felét (félévente 6-10 előadás). Ekkor egy gépészeti, mechatronikai területtel kapcsolatos témát hallhatnak a látogatók általában 90-120 percben. Az előadók közt vannak hallgatók, egyetemi előadók, iparban dolgozó mérnökök, külföldi egyetemek oktatói, startup-ok vezetői. Ezen előadásokat általában a Kármán Tódor Kollégiumban (KTK) rendezik, ugyanakkor gyakran biztosít termet a MOGI tanszék is. A csoport legfrissebb projektje, hogy cégekkel közös képzéseket szervezzen tagjai számára. Ezeknek lényege, hogy egy-egy kurzus végeztével egy adott cég mérje fel a hallgatóság tudását, kompetenciáját, és akiket kompetensnek találnak, azok tudását írásban is elismerjék.

### Rendezvényes csoport
Vezetője 2014 októberében: Karácsony Tamás. A csoport azért jött létre, hogy az MSZO ne csak szakmaiságot, hanem kapcsolatokat is adjon tagjainak, ezzel mind a közösséghez tartozás érzését, mind az információ áramlásának sebességét elősegítve. A szakosztályban minden évfolyamról vannak hallgatók, az egyetemet kezdő gólyáktól kezdve egészen a másodéves MSc hallgatókig. Egy ilyen sokszínű közösség összefogása sok munkát igényel. A legfontosabb események a szakestek, ahol az egész szakosztály összeül egy vacsora keretében megbeszélni a legfontosabb újdonságokat, terveket, projekteket. Ezeken kívül pedig heti rendszerességgel vannak egyéb közösségépítő események is.

### Projektszervező csoport
Vezetője 2014 októberében: Hajdu Zsombor. Ezen csoport felelős a projektekért, azaz ha bármely tag szeretne a gyakorlatban is megvalósítani egy elképzelt projektet, akkor ezen csoport ad neki segítséget. A Kármán Tódor Kollégium biztosít a szakosztály számára egy helyiséget, amelyet a szakosztály műhelynek rendezett be. Ebben bárki szabadon dolgozhat az adott projektnek mind a mechanikai, elektronikai, mind az informatikai részén, a csoport tagjai pedig saját tapasztalatukkal, tudásukkal járulnak hozzá a projektek sikerességéhez. A műhely a nap 24 órájában a hallgatók rendelkezésére áll, heti egy alkalommal pedig a csoport minden tagja összejön a projekteket készítő emberekkel. Ekkor irányított konzultálások zajlanak, illetve az idősebbek mutatnak eljárásokat, amelyekkel az adott projektben könnyebben, gyorsabban oldhatnak meg problémákat. Megvalósult projektek:
- Légpárnás robot (kesztyűvel vezérelhető)
- LED-mátrix (2D-s és 3D-s)
- Inverz ingák
- RFID rendszer
- Trikopter
- 3D nyomtató.

Az önálló projekteken kívül ez a csoport minden félévben meghirdet olyan projekteket, amelyek az MSZO-nak hasznos termék építését célozzák, amelyeket a későbbiekben a szakosztály minden tagja használhat. Ezen projektek anyagi vonzata az MSZO költségvetését terheli, így a hallgatók nem csak a tervezéshez, összeépítéshez szükséges eszközöket, hanem valóban minden alkatrészt is megkapnak a projekthez. Így ingyenesen tanulhatják meg a mechatronika alapvető szabályszerűségeit, azt, hogy hogyan lehet a gépészetet, a villamosságot és az informatikát ötvözni. A csoport minden félévben igyekszik ösztönözni az MSZO tagjait különböző versenyeken való részvételre. Így például:
- Magyarok a Marson
- RobonAUT
- Mérnökfutam.

A csoport jelentős részt vállal a kurzusok lebonyolításában is, például az Arduino kurzus alatt használt szenzorok, hardverek megépítésében, biztosításában.

### Az MSZO egyéb tevékenységei
A Mechatronika Szakosztály minden évben gólyatábort szervez a leendő mechatronikus hallgatóknak. Ezen gólyatáborok általában 55-65 gólyát látnak vendégül. A gólyatábort a Kármán Tódor Kollégiumban szervezik meg, és elsősorban szakmai jellegű, több előadással, laborlátogatással.
A 2013-as tavaszi félévben indult egy kezdeményezés az MSZO-ban, amelynek célja egy verseny megrendezése volt. Ettől függetlenül a mechatronikusok anyatanszéke, a MOGI is versenyszervezésbe kezdett. 2014 októberében az MSZO a tanszéket segítve szervezte a Micromouse versenyt. Ez eredetileg japán verseny volt, de már világszerte elterjedt – közép-európai honosítását célozta ez a kezdeményezés is. A verseny MSZO-oldali főszervezője Kiss Gábor volt.

## Az MSZO működéséről
A Mechatronika Szakosztály – mint minden öntevékeny kör a Gépészkaron – a Gépészkari Hallgatói Képviselet (GHK) felügyelete alá tartozik. Minden öntevékeny körnek van egy ún. Szervezeti és Működési Szabályzata (SzMSz). Ez a dokumentum az MSZO alapvető működési feltételeit tartalmazza. Az ezen felüli dolgokat, a féléves célokat mindig az aktuális vezetőség határozza meg. Továbbá a szakosztály 2012 óta a Gépész Szakkollégium tagja, mely jelenleg a Minősített Szakkollégium címet birtokolja. A többi gépész karos (összesen 12) szakosztállyal együtt a vezetőségből delegált tagok hetente üléseznek, ahol a közös eseményeket és hosszútávú közös célokat beszélik meg. Ettől függetlenül a szakosztály vezetősége minden héten ülésezik, ahol megbeszélik a következő hét, hetek főbb eseményeit, terveit, a félévre kitűzött célok aktuális állását. A csoportok is hetente, de legritkábban kéthetente gyűléseket tartanak, ahol a csoport által szervezett programokat, programötleteket beszélik át, illetve itt minden tag tehet javaslatokat, élhet kritikával az MSZO-val kapcsolatban.

## Tagsági rendszer
Minden hallgatói jogviszonnyal rendelkező diák jelentkezhet az MSZO-ba. Ekkor be kell küldenie egy jelentkezési pályázatot, majd részt vennie egy szóbeli elbeszélgetésen. Ezután bekerülhet a szakosztályba próbás tagként, amennyiben a félév során megfelelő mennyiségű munkát fektetett be (amelyet a csoportvezető pontokkal jutalmaz, ezen pontok adják a munka mérőszámát). A szakosztályban háromféle pontot különböztetnek meg. Külön jár a programok, események megszervezéséért, az ezekben való segédkezésért, a projektek dokumentálásáért; továbbá az egyes szakmai eseményeken való részvételért, ahol a hallgató szakmai tudása gyarapodik, látásmódja változik; illetve külön pont jár a közösségépítő eseményeken való részvételért. Mindhárom pontból van egy meghatározott minimum, aminek elérése után az adott hallgató rendes taggá válik. Ez a tagság fél évre szól. Amennyiben valaki egy félév alatt eléri a szükséges pontok 1,8-szorosát, akkor a hallgató egy évre érdemli ki a rendes tagság státuszát. A vezetőséget minden félév elején a rendes tagok választják titkos szavazással. Egy-egy vezető megbízása egy félévre szól, kivéve az elnököt, akit mindig egy évre választanak meg (az őszi félév elején). Ezek mellett azokat a tagokat, akik kiemelkedően sokat tettek a szakosztályért, sok éven át fáradságos munkával emelték az MSZO nevét, a vezetőség Öregtaggá avathatja, ami tiszteletbeli tagság, amely örökre szól.

## Külső hivatkozások
- https://web.archive.org/web/20150510004959/http://gszk.ktk.bme.hu/mszo
- https://web.archive.org/web/20180410075954/http://mogi.bme.hu/
- https://hu-hu.facebook.com/bme.mszo
- https://web.archive.org/web/20180331044953/http://ghk.ktk.bme.hu/